# تمدد المعدة الغدية
تمدد المعدة الغدية (بالإنجليزية: Proventricular Dilatation Disease)‏ مرض يصيب الببغاوات. عرف ووصف لأول مرة في عام 1978 من قبل الدكتور هانيس ل. ستودارد. وقد وصف بمتلازمة هزال المقو منذ أول الحالات المبلغ عنها في أنواع المقو (بالإنجليزية: Macaw)‏.